# Guasco (famiglia)
I Guasco, discendenti dai signori di Belmonte, sono stati uno dei casati nobili più antichi ed illustri di Alessandria. La famiglia partecipò alla fondazione della città ed ebbe spesso ruolo primario nella vita del comune. Si stabilì in Bergoglio, quartiere separato dal resto della città dal fiume Tanaro su cui riuscì ad esercitare, tre XIV e XVI secolo, un potere talvolta incontrastato. Tradizionalmente appartenenti alla fazione guelfa, ne furono spesso a capo insieme ai Dal Pozzo e ai Trotti; diversi Guasco furono podestà di importanti comuni dell'Italia medievale, servirono i signori e duchi di Milano, militarono nelle armate francesi, imperiali e pontificie. Delle numerose ramificazioni le principali furono quelle dei Guasco di Bisio, di Solero e di Castelletto.

## Storia

### Signori di Belmonte
La famiglia vantò tra i suoi antenati leggendari un crociato, Scipione Guasco, identificandolo con quel Guasco cantato dal Tasso nella Gerusalemme Liberata.  In tempi moderni l'araldista Francesco Guasco e il suo allievo Aldo di Ricaldone hanno sostenuto la discendenza di questa famiglia dalla stirpe Manfredingia. La storia dei Guasco, tuttavia, inizia ad essere tracciabile sui documenti dagli anni della fondazione di Alessandria.
La famiglia faceva parte della curia marchionale del Monferrato. Il 13 giugno 1178, nella concordia con gli alessandrini, il marchese Guglielmo V del Monferrato riconobbe a Guglielmo di Belmonte detto "Guasco" e ai suoi uomini il diritto di abitare in Alessandria, mentre i suoi consortes sarebbero dovuti ritornare con le loro genti ai rispettivi luoghi di origine: « Guasco vero Guillelmo de Belmonte et eius hominibus idem faciet et observabit quod faciet hominibus Porte Gamundi et Marenci: consortes vero eorum cum suis hominibus redeant per eorum loca salvis iusticiis eorum et Marchionis ».  Dello stesso atto è testimone un Rufino Guasco. La famiglia condivideva con altre, probabilmente di uno stesso consortile, la signoria del castello di Belmonte, come risulta dall'atto di cessione alla città di Alessandria nel 1192, in cui tra i domini de Belmonte figura un Ugo de Gasco. Presenti dal 1183 nel consolato di Alessandria, agli inizi del Duecento risultano anche impegnati in attività creditizia, come testimonia un prestito di 48 lire al marchese d’Incisa. Nel corso di poche generazioni i Guasco divennero una delle principali famiglie della città e col passare dei decenni consolidarono la loro posizione al punto che la storia di Alessandria si legò indissolubilmente a loro.
Il figlio di Guglielmo, Ruffino (*? †post 18.VI.1178), anch'egli detto "Guasco", ebbe numerosa discendenza, tra cui Giovanni [I] (*? †1206), che fu consigliere e successivamente console di Alessandria nel 1183. Giovanni fu padre, tra gli altri, di due importanti personaggi della famiglia: Ruffino [II] (fl. 1224-1237), che nel 1224 rappresentò Alessandria come ambasciatore nella rinnovazione della Lega e dell'amicizia tra gli Alessandrini e gli Acquesi; ricoprì, in seguito, la carica di podestà a Torino e Pinerolo nel 1228, a Vercelli nel 1234 e a Bologna nel 1237; Bonifacio [II] (fl. 1191-1232), console di Alessandria nel 1191, a lui l'imperatore Federico II dona, nel 1232, la quarta parte del feudo di Alice.

### Signori di Alice
Dal Bonifacio [II], signore di Alice, discese Ruffino [III] (? †post 1274), membro del Consiglio di Alessandria, che a sua volta generò Bonifacio [III] (*? †post 1319), signore di Sezzè, si distinse per il suo sostegno a Roberto d'Angiò durante la conquista di Alessandria. Come riconoscimento, il re di Napoli lo nominò cavaliere aurato al suo ingresso solenne nella città nell'agosto del 1310. Nonostante la sua lealtà verso Roberto d'Angiò, Bonifazio non trascurò mai i suoi doveri di cittadino verso la sua città. Quando Ugo del Balzo, luogotenente del re, abusò del suo potere cercando di sottomettere la città, Guasco si unì a Tomaso Dal Pozzo per protestare contro di lui intimandogli di lasciare Alessandria. Così Del Balzo fu costretto a rifugiarsi ad Asti. Successivamente, nel 1316, Guasco fu designato podestà di Milano da Matteo Visconti, il cui partito aveva sostenuto vigorosamente. Tuttavia, quando si accorse che Visconti alimentò le tensioni anziché favorire la pace, proteggendo la fazione ghibellina, Guasco, guelfo fedele e a capo di quella parte, si schierò contro di lui. Terminato il suo mandato di podestà di Milano nel 1319, Guasco fece ritorno ad Alessandria e contribuì a mantenere l'ordine contrastando i disordini causati dai ghibellini. Verso la metà del 1314, Guasco acquistò il castello e la terra di Conzano dalla città di Alessandria; Viviano (fl. 1293-1300), podestà di alessandrina nel 1300. Offrì a molti cittadini, con il diritto ai loro eredi, il privilegio di costruire mulini lungo l'asse del fiume Tanaro, nell'ambito del territorio controllato da Alessandria. Questa concessione era finalizzata a beneficio e utilità della città stessa. In cambio, si richiedeva loro di pagare un canone annuale di 4 lire e 3 denari, espressi in moneta tortonese, per ciascun mulino.
Un altro membro dei signori di Alice fu il beato Tommaso (*1283 †1346), nacque ad Alessandria e si ignorò per lungo tempo a quale famiglia appartenesse. La scoperta di un documento del 31 agosto 1335 colmò questa lacuna. Il prezioso ritrovamento fu opera di Carlo Guasco, marchese di Solero, autore di numerose memorie sulla città di Alessandria. Dopo aver trascorso 46 anni nell'Ordine dei Servi di Maria, Tommaso morì in odore di santità all'età di 63 anni il 15 luglio 1346. Il 15 luglio di ogni anno è venerato sugli altari come beato. Di Giovanni [III], ambasciatore del Gian Galeazzo Visconti nel 1397, di Bonifacio [III], nacque Rainerio (viv. 1372), generale della repubblica di Venezia nella guerra contro i Padovani del 1372, raffigurato in una statua erettagli a Padova, al Prato della Valle, fra gli uomini celebri di ogni tempo.
Centramente il componente più il lustre di questo ramo fu Uberto Guasco (*? †1291), signore di Alice, membro del Consiglio di Alessandria, valoroso capitano, detto "il primo degli Alessandrini". La più illustre impresa di Uberto fu la sua spedizione del 1290, contro marchese Guglielmo VII del Monferrato che sconfisse, tra Castelletto e San Salvatore, in una battaglia iniziata con grande ardore da entrambi gli schieramenti. Il marchese si vide costretto ad un tentativo di fuga ma Uberto lo inseguì e lo catturò il 10 settembre 1290, venne imprigionato e morì miseramente il 6 febbraio 1292, consumato dalla rabbia e dal dolore. In riconoscimento del suo successo, Uberto Guasco fu nominato podestà di Milano. In precedenza, nel 1250, aveva anche ricoperto la carica di podestà a Novara. Uberto morì nel primo semestre del 1291, mentre amministrava la podesteria di Milano. Al termine della sua vita ottenne dagli alessandrini il più prestigioso dei titoli che un cittadino potesse ambire, quello di Pater Patriæ.
Dei suoi cinque figli: Giovanni (*? †ante 1369), fu Signore di San Giorgio, o Castel San Giorgio, detto pure "Castello dei Guaschi", e membro del Consiglio di Alessandria. Con la moglie Argenta Spinola, figlia di Ingo, fra gli altri figli, Beltramo di cui si tratta nella sezione di questa voce dedicata all'armoriale; Lodovico (viv. 1377), podestà della Valtellina nel 1377. Da Lodovico, fra gli altri figli, ebbe Gabriele Guasco (*? †1411), che fu eletto capitano generale di Alessandria quando la città si liberò dal dominio straniero nel 1403. Infatti, con la morte di Gian Galeazzo Visconti, gli alessandrini vollero dotarsi di un governo indipendente e Gabriele divenne «Gubernator, Capitaneus, Defensor Status Civitatis Alexandriæ et districtus». Le lotte tra guelfi e ghibellini erano all'ordine del giorno, anche Alessandria si trovò divisa nel corso di una disputa tra fazioni sostenute dai Firrufini, ghibelline, e le fazioni, guelfe, guidate da Gabriele Guasco. Il periodo intorno agli inizi del XV secolo rappresentò uno dei più oscuri per la storia di Alessandria e, infatti, le vicende si conclusero drasticamente nel 1411 quando Gabriele fu fatto decapitare da Facino Cane, insieme con il fratello Cristoforo (*? †1411) e con i figli Viviano (*? †1411) e Francesco (*? †1411), tutti nemici capitali di Facino, quali capi della fazione guelfa alessandrina.
Figlia di Gabriele fu Imelda (*1384 †~1408), protagonista di una commovente storia d'amore. Due infelici fidanzati, Imelda e il nobile Domenico Trotti, i quali in mezzo alle lotte fra guelfi e ghibellini, e sotto la tirannide di Facino Cane, invano lottarono per il conseguimento della loro felicità. Su ordine di suo padre, cercò rifugio nel castello di San Giorgio insieme al fratello Viviano, per sfuggire all'ira di Facino Cane. Per obbedienza al padre, Imelda rinunciò a sposare il Trotti. Questo avvenne perché, vedendo la situazione precipitare per i guelfi e temendo per la sicurezza della sua fidanzata, il Trotti aveva escogitato uno stratagemma: si era finto nemico di Viviano di fronte a Facino Cane, ottenendo il permesso di assediare il castello di San Giorgio con il diritto di essere il primo a entrare. In questo modo, aveva contribuito a mettere al sicuro Imelda. Nonostante fosse stato chiarito che ciò era stato fatto per proteggere Imelda, suo padre si mostrò inesorabile, rifiutando di permettere che sua figlia sposasse un uomo che sembrava un traditore. Imelda, quindi, sacrificò il suo amore e lasciò Alessandria per diventare una monaca nel convento di Santa Caterina ad Asti, assumendo il nome di Suor Margherita della Carità. Quattro anni dopo, Imelda morì e anche Domenico intraprese la vita monastica, allontanandosi da Alessandria e ritirandosi in un convento di religiosi.

### Signori di San Michele e San Paolo
La genesi del ramo si verificò nel 1444, grazie all'acquisto dei feudi di Marchetto Ricci da parte di Lodovico (viv. 1447), o Luigi, figlio di Giacomo Guasco (viv. 1408), dei signori di Alice, e Isotta Balbo. Fu dunque Signore di San Michele e di San Paolo e, mentre si trovava a Chieri con i suoi genitori, costretti all'esilio a causa delle crudeltà di Facino Cane, fu accettato nell'esercito di Renaud du Dresnay, generale al servizio di Carlo VII di Francia. In breve tempo salì al grado di capitano e, insieme al Dresnay, si recò ad Alessandria e introdusse il suo esercito a Bergoglio, costringendo gli abitanti a giurare fedeltà al re di Francia nel 1447. Successivamente si spostò a Frugarolo, dove ottenne la resa volontaria senza spargimento di sangue.
Da tre figli di Ludovico ebbero inizio altrettanti nuovi rami della famiglia: con Cristoforo II (viv. 1467) quello dei Signori di Spigno, con Giovanni Giacomo (? †post 22.IV.1477) la linea dei patrizi alessandrini dalla quale nacquero due vescovi di Alessandria e con Bonifacio (viv. 1486) il ramo dei Signori di Rocchetta e Cengio.

### Signori di Spigno
Il ramo dei Signori di Spigno è caratterizzato dalla presenza di numerosi appartenenti al mondo militare, divisi tra i principali eserciti europei: quello imperiale, quello francese e spagnolo e quello dello Stato della Chiesa. Vi furono i fratelli Guglielmo (*? †1512) e Annibale I (*? †post 1568), figli di Cristoforo II, al servizio di Francesco I di Francia; Francesco (*? †?) al servizio di Filippo II di Spagna nella guerra contro il Portogallo nel 1580; e ancora Cesare (*? †?), capitano di fanteria al servizio di Spagna che partecipò all'assedio di Pavia del 1655. Ma sicuramente l'esponente maggiormente di rilievo del ramo fu Cesare Guasco (*? †1568), commissario generale di tutte le fortezze del patrimonio ecclesiastico, di cui si tratta nella sezione Armoriale di questa voce. Spiccano inoltre due membri che si distinsero nelle arti: Scipione (*1548 †1586), musico, versato nelle lingue, fu uno dei promotori dell'Accademia degli Immobili di Alessandria, eretta, nel 1562; Annibale II (*1540 †1619), poeta attivo soprattutto nella produzione di madrigali che nel 1603 pubblicò la raccolta di 3110 poesie "La tela cangiante".

### Patrizi alessandrini
Le vicende di questa linea genealogica sono caratterizzate da una storia ricca e articolata. Anche in questo ramo si conferma la tradizione militare della famiglia tra il XV e il XVII secolo. Giovanni Giacomo (? †post 22.IV.1477), redasse il suo testamento il 22 aprile 1477. Sposato con Caterina Martinengo, originaria di Brescia, ebbero sette figli. Uno di questi, Gabriele (*? †?), unitosi in matrimonio a Lucia Simeoni, dei conti di Cavoretto, diede vita a una florida discendenza. Cristoforo (*1506 †1536), noto per la sua audacia, sfidò a duello Nicolò Doria, colonnello al servizio di Francesco I di Francia, all'età di 24 anni. Il confronto si svolse a Ferrara, sotto gli occhi di Alfonso I d'Este. La vittoria su Doria portò Francesco I a nominarlo colonnello e gran maestro della sua Casa. Nel 1536, durante i tumulti per la successione del Marchesato del Monferrato, si oppose all'ascesa dei Gonzaga. In seguito all'intervento di Alfonso III d'Avalos, generale imperiale, a Casale, Cristoforo, insieme a Guglielmo di Biandrate, si trovò costretto a fuggire. Preferendo la morte alla cattura, si gettò nel Po il 23 novembre 1536, scomparendo nelle sue acque. Lelio Ottaviano (*1507 †1565): designato vescovo di Alessandria nel 1533 da papa Clemente VII, assunse inizialmente il ruolo di amministratore della diocesi fino al raggiungimento dell'età canonica. Tuttavia, mostrò maggiore interesse per le armi che per il ministero ecclesiastico. Nel 1542, lasciò il pastorale per unirsi alle forze militari, partecipando all'assedio di Cuneo e a Saluzzo. Dopo un periodo nel servizio militare spagnolo, ritornò alla vita ecclesiastica, ricevendo il perdono di papa Paolo III. Giovanni Giacomo (viv. 1529), divenuto capitano di cavalleria e in seguito comandante supremo delle truppe francesi in Italia. Tra i suoi figli vi furono Cristoforo (*? †1604) che servì come capitano di fanteria sotto papa Pio V. Nel 1571, accolse in Alessandria il cardinale Michele Bonelli; Lodovico (*? †1597), servì papap Pio V come cameriere segreto e in seguito combatté in Fiandra. Ricevette onorificenze militari e fu nominato castellano di Perugia e Alessandria. Altro vescovo di Alessandria fu Carlo Ottaviano (*1650 †1717) che nacque il 1º gennaio. Ricoprì diverse cariche ecclesiastiche e fu senatore di Milano. Creato vescovo di Alessandria nel 1694 da papa Innocenzo XII, contribuì all'istituzione della festa di San Baudolino. Divenne in seguito vescovo di Cremona, dove morì il 21 novembre.

### Conti di Clavières
Si contano circa otto generazioni prima di giungere ai Conti di Clavières, attraverso Bartolomeo Guasco (viv. 1429), figio di Giovanni Guasco e Argenta Spinola, amico di Antonio Astesano; dapprima vissero a Chieri e, nel corso delle generazioni, si trasferirono a Bricherasio.
Giovanni Francesco Guasco, nato (*1648 †1694) a Bricherasio, giureconsulto e castellano di Bricherasio. Sposato con Caterina Amedei dei co-signori di Crissolo, ebbe diversi figli, tra cui Francesco Bartolomeo (*1675 †1742). Francesco si distinse anch'egli nel campo legale e amministrativo, ricoprendo ruoli significativi in varie città italiane tra il 1711 e il 1733. Il suo matrimonio con Maria Anna Margherita Turinetti portò alla nascita di tre figli e tre figlie. Giovanni Francesco Antonio (*1708 †1763), conosciuto in Austria come 'Franz von Guasco, si distinse per la sua carriera militare. Dopo aver lasciato l'Italia per dissapori con il marchese d'Ormea, si unì all'esercito russo, partecipando a diverse campagne. Successivamente, nel 1752, entrò nell'esercito austriaco come maggior generale. Divenne noto per il suo ruolo nella guerra dei sette anni, ricevendo numerosi riconoscimenti per il coraggio e la capacità militare, tra cui la nomina a luogotenente maresciallo di campo e la Gran Croce dell'Ordine militare di Maria Teresa. Giovanni Battista Ottaviano (*1712 †1781), uomo di cultura e letterato. Dopo aver lasciato l'Italia, visse a Parigi, dove strinse amicizia con Montesquieu e frequentò varie accademie europee. Lasciò un'eredità letteraria significativa. Pier Alessandro (*1714 †1780), intraprese anche lui la carriera militare e si distinse nell'esercito imperiale.
Con la morte di questi tre fratelli, il ramo dei Conti di Clavières, si estinse. Nel secolo successivo, ci furono tentativi irregolari di rivendicare il titolo di Conte di Clavières, basati su documenti poi rivelatisi falsificati, confermando così l'estinzione dei legittimi Guasco titolari di Clavières.

### Marchesi di Bisio
La linea marchionale di Bisio affonda le sue radici storiche nella figura di Antonio [I] (*? †1481), riconosciuto come il primo marchese di Bisio. Figlio di Uberto (*? †1442), altresì noto come Ubertino, e di Lucia di Ceva, Antonio si distinse per il suo impegno in vari ambiti pubblici e militari, ricoprendo le cariche di decurione ad Alessandria e di commissario generale nelle aree dell'alessandrino, tortonese e pavese. Il 25 ottobre 1455, insieme ad Alberto Guasco (viv. 1457), signore di Alice, ed Emanuele Trotti (viv. 1455), pose la prima pietra per la costruzione del ponte sul fiume Tanaro, una testimonianza del suo contributo allo sviluppo della città. Nel 1450, con un documento notarile redatto da Giovanni Antonio de' Girardi, Antonio Guasco acquistò il possedimento del castello e delle terre di Bisio dal nobile genovese Filippo Doria. In seguito, ottenne l'infeudazione di Bisio da Galeazzo Maria Sforza, il duca di Milano e Vicario Imperiale, il 9 ottobre 1450. L'infeudazione comportava anche il privilegio di inquartare l'emblema sforzesco nello stemma di famiglia. Nel 1460, pagando una considerevole somma di 14.000 scudi, ottenne il feudo della città e del castello di Gavi con il titolo di conte. Inoltre, gli furono conferiti i territori di Voltaggio, Parodi e Rigoroso con il titolo di signore. Come ulteriore privilegio, gli fu concesso il diritto di sfruttare le acque del torrente Lemme per i propri scopi. L'investitura venne nuovamente confermata il 28 marzo 1468 dal duca Galeazzo Sforza, confermando così la posizione e i diritti di Antonio. Lasciò questa terra nel 1481 e fu sepolto insieme a sua moglie, Sigismondina Spinola, figlia di Giovanni, signore di Cassano Spinola, e di Maria di Baldo Spinola, sopra la porta laterale della chiesadi San Giacomo Maggiore di Gavi.
Lasciò un'eredità significativa attraverso i suoi nove figli, tra i suoi discendenti si distinsero in particolare tre figli. Il primogenito Bernardino [I] (test. 10.IX.1515) che, dopo la morte del padre nel 1481, ottiene l'11 luglio, insieme ai fratelli, la reinsediatura dei feudi di Bisio, Gavi, Voltaggio, Parodi, Grangia e Rigoroso. Successivamente, il 7 gennaio 1490, si fa reinsediare negli stessi feudi insieme ai fratelli Nicolò, Alberto e Paolo, poiché gli altri due rinunciarono ai loro diritti. Bernardino, come primogenito, decide di tenere per sé il feudo di Gavi, condividendolo con il fratello Nicolò, mentre gli altri fratelli ottengono il feudo di Bisio. Il 26 gennaio 1496, Bernardino ottiene il consenso di vendere il 4/5 del feudo di Fresonara, che aveva precedentemente acquistato, il 20 marzo 1470, da Bartolomeo e Matteo Anfossi, zio e nipote. Successivamente, il 12 maggio 1498, vende tale porzione a Antonio Trotti, consigliere del duca Ludovico il Moro. Dotato di un talento speciale per l'amministrazione pubblica, viene nominato senatore di Milano dal duca nel 1497. Nel 1514, insieme al fratello Nicolò, deve difendersi dall'attacco del duca Massimiliano Sforza, che cerca di privarlo del feudo di Gavi. L'anno successivo, viene tradito e imprigionato dai genovesi, i quali gli chiedono di rinunciare a Gavi. Tuttavia, Bernardino preferisce morire in prigione anziché cedere, e il 10 settembre 1515, con un atto, lascia tutti i suoi diritti al fratello Nicolò. Nicolò (viv. 1500), che ereditò le responsabilità civiche del padre come decurione di Alessandria e si distinse nel campo amministrativo e militare. Sposò Laura Birago d'Ottobiano (viv. 1496) e diede origine a una nuova generazione di marchesi. Alberto (fl. 1479-1496) continuò la linea dei marchesi di Bisio; fu decurione di Alessandria, cavaliere aurato, capo del partito guelfo, e sposò, il 19 maggio 1490, Maria Guasco, del patrizio alessandrino Giovanni Giacomo. Dalla coppia nacque Gerolamo (*? †ante 1572), unico figlio, decurione di Alessandria, che giurò fedeltà a Carlo V per il feudo di Bisio nel 1536, ebbe per moglie Caterina Guasco, figlia di Nicolò dei signori di Alice.
Figlio di Nicolò fu Antonio [II] (*1493 †1563). Successe alla morte di Bernardino I, detto «il Conte di Gavi», benché Gavi fosse feudo marchionale. Durante il suo periodo, l'Italia era afflitta da numerose guerre, la Repubblica di Genova, desiderosa di acquisire Gavi per la sua impenetrabile posizione strategica, approfittò del momento storico per impadronirsene con la forza nel 1517. Il conte Antonio cercò l'aiuto del re di Francia Francesco I di Francia, che sottopose la questione al Consiglio Supremo di Parigi. Nel 1518, il Consiglio decise che i genovesi avrebbero dovuto restituire immediatamente ad Antonio la terra ed il castello di Gavi, nonché risarcire i danni subiti durante la loro occupazione. La Repubblica di Genova tentò di modificare la sentenza attraverso ambasciatori inviati a Parigi, ma senza successo. Dopo un periodo di apparente calma, i genovesi, riacquistata la loro libertà e scacciati i francesi, tentarono nuovamente di riprendere il forte di Gavi. Il conte Antonio decise di negoziare la resa per evitare spargimenti di sangue e inviò il giurista Paolo Elmio a Genova. Fu stabilito che il conte avrebbe ceduto la terra e il forte alla Repubblica di Genova in cambio di 15.000 scudi d'oro, la cittadinanza genovese e l'esenzione perpetua dalle imposte sul cibo e l'abbigliamento. Tuttavia, grazie all'intervento del conte di Lodrone suo suocero, Antonio ottenne l'annullamento dell'accordo e fu reintegrato nel feudo di Gavi. Ricoprì anche incarichi militari e governativi, tra cui quello di governatore di Asti e di Crescentino. In seguito, svolse diverse ambasciate per conto di Carlo V d'Asburgo, incluso un viaggio a Madrid per chiedere giustizia contro un governatore tirannico di Alessandria, Rodrigo Dávalos. Fu acclamato come liberatore e Pater Patriæ ad Alessandria e ricevette onori e riconoscimenti. Morì il 14 aprile, lasciando un testamento che includeva numerosi beni e un capitale di 700 scudi annui a Tursi, Napoli. Fu sepolto nella chiesa di santo Stefano in Bergoglio. Da lui si generò la breve linea dei Marchesi di Serralunga.
Da uno dei figli di Gerolamo e Caterina Guasco, Paolo (*? †1593), gemmarono due linee distinte, quella dei Conti di Frascaro e la linea marchionale di Bisio.
Conti di Frascaro
Carlo (*? †1680), nipote di Paolo Guasco, acquistò la contea di Frascaro per sé e per i discendenti di suo fratello Giacomo Antonio (*1627 †1685) e ne fu investito da Carlo II di Spagna il 17 maggio 1674. Fece testamento il 4 ottobre 1671 istituendo una primogenitura a favore di suo nipote Giuseppe Nicolò (*1665 †1703), marchese di Bisio. Morì il 25 gennaio e venne sepolto nel "Sancta Sanctorum" della Chiesa di san Carlo a Capriata d'Orba. Nonostante fosse un sacerdote ebbe figli da due concubine. Questa linea ebbe vita breve, si spense nel corso della prima metà del XVIII secolo.
Linea marchionale di Bisio
Dal fratello di Carlo si sviluppò la linea marchionale di Bisio con Giuseppe Nicolò (*1667 †1720) il quale ottenne il 4 luglio 1684 per sé stesso e per la propria discendenza il titolo marchionale, "con privilegio di condurre uomini armati nei suoi Stati e Dominio", dal duca di Mantova Ferdinando Carlo di Gonzaga-Nevers. Morì l'11 marzo e fu sepolto insieme alla moglie, Teresa Guasco dei Marchesi di Solero, nella chiesa parrocchiale di Predosa.
Paolo Luigi (*1762 †1800), bisnipote di Giuseppe Nicolò, prese possesso nel 1783, oltre che degli altri feudi paterni, del marchesato di Francavilla, acquistato dalla madre quando ancora Paolo era minorenne e del quale era stato infeudato il 16 marzo 1779 e investito il 29 luglio 1780. Fu decurione di Alessandria, gentiluomo di bocca del re Vittorio Amedeo III nel 1784. Aggiunse al suo il cognome anche quello dei Gallarati, già della estinta linea marchionale di Solero. Da Paolo Luigi discende l'ultimo ramo della famiglia, quello dei Guasco Gallarati di Bisio e Solero, unendo a sè le principali linee agnatizie che nel tempo si estinsero.

### Marchesi di Solero
La linea dei Marchesi di Solero trae origine da Gerolamo (*? †1486), comandante delle truppe ducali e governatore di Bologna al tempo di Galeazzo Maria Sforza. Sposa Bianca Castiglioni, figlia del diplomatico Guarnerio Castiglioni, con la quale ebbe numerosi figli. Il primogenito, Guarnerio [I] (test. 30.I.1534), acquisì il feudo di Solero con titolo marchionale dal suo cugino Giovanni II da Tolentino nel 1506. Inizialmente alleato della Francia, si riconciliò poi con l'Imperatore Carlo V nel 1526, garantendosi la restituzione dei propri beni. Alessandro, suo fratello, fu vescovo di Alessandria, venne assassinato il 9 agosto 1517 a Forlì.
Guarnerio [I], attraverso i suoi matrimoni, diede origine a diverse linee discendenti. Da Isabella Trotti nacque Alessandro (*? †1559), marchese di Solero e decurione di Alessandria. La sua progenie include Guarnerio [II] (*? †1581), che proseguì la linea marchionale, e Francesco (*? †1606), il cui discendente Francesco Ottavio (*1625 †1677) avrebbe dato vita alla linea dei Marchesi di Castelletto d'Erro.
Guarnerio [II] si sposò il 3 marzo 1570 con Maddalena Doria, dalla quale ebbe due figli: una femmina e Lodovico [I] (*? †1643). Durante la minor età di Lodovico il marchesato di Solero fu amministrato dalla madre fino alla sua morte, avvenuta l'11 settembre 1590. In quel periodo, la famiglia ebbe il contatto con Cristina di Danimarca, figlia del re Cristiano II e nipote di Carlo V, che, dopo essere rimasta vedova, si trasferì a Tortona. Lodovico rimase seriamente ferito durante l'assedio di Vercelli nel 1617. Ricevette il titolo di signore di Predosa nel 1619 e fu nominato mastro di campo da Filippo III. Nel 1625 fu catturato dal duca di Savoia Carlo Emanuele I a Voltaggio e liberato solo dietro pagamento di un riscatto. Il suo successo militare più notevole fu la conquista di Valenza nel 1635, resistendo all'attacco di tre eserciti avversari. Nel 1637 il titolo di Solero fu elevato a marchesato a suo favore e per i suoi discendenti. Verso la fine della sua vita si trasferì a Milano fu in seguito sepolto nella chiesa di Sant'Angelo, nel sepolcro dei Beccaria. Sposò Violante Spinola, figlia di Fabrizio, conte di Tassarolo, e di Virginia Pallavicino.
Principi del Sacro Romano Impero
Tra i dieci figli di Ludovico troviamo Carlo (*1603 †1650), primogenito, fu generale negli eserciti spagnoli e principe di Phalsbourg e Lixheim, Principe del Sacro Romano Impero e marchese di Solero. Il 26 gennaio 1644 sposò la principessa Enrichetta di Lorena a Gand, stringendo un'alleanza di grande importanza politica. Stabilirono che, in assenza di eredi diretti, i loro beni sarebbero ricaduti l'uno sull'altro, e Enrichetta conferì a Carlo il principato di Lixheim. L'imperatore Ferdinando III, nel 1645, riconobbe il matrimonio e il trasferimento dei feudi, elevando Carlo Guasco a principe del Sacro Romano Impero, onorandolo per i suoi servizi e la nobiltà della sua famiglia. Morì nel 1650 al castello di Brucht, vicino ad Anversa. Da Enrichetta ebbe un figlio, Ottavio, che morì in tenera età.
I titoli e i possedimenti si trasferirono progressivamente ai fratelli di Carlo, i quali, per diverse circostanze, si spensero tutti senza lasciare eredi. Di conseguenza l'eredità giunse, infine, a Filippo (*? †1680), il più giovane dei fratelli. Fu ambasciatore presso Filippo IV a Madrid nel 1665, dove prestò giuramento di fedeltà a nome della città di Alessandria. Il 12 febbraio 1666, a Milano, sposò Anna Tullia Gallarati, unica erede di Tullio Maria, rinomato giurista. Nel suo testamento, del 14 dicembre 1713, dispose che il cognome e lo stemma Gallarati fossero trasmessi ai suoi discendenti diretti e, in assenza di eredi diretti della linea marchionale di Solero, passassero ai discendenti di sua figlia.
Con il nipote Ludovico III (*1723 †1784), che morì celibe e fu sepolto nella chiesa di santa Maria di Castello, i feudi passarono, attraverso Giovanni Battista Guasco (*? †1708), marchese di Castelletto d'Erro, detto "il conte del Mezzano", al figlio Antonio Biagio (*? †1793). Una sentenza senatoriale del 14 luglio 1787, emessa a Torino, gli assegnò i feudi del marchesato di Solero, del contado di Pavone e della signoria di Predosa.

### Marchesi di Castelletto d'Erro
Il ramo dei Marchesi di Castelletto d'Erro nacque nel 1662, quando Francesco Ottavio (*1625 †1677), acquistò da Orazio Corrario il feudo e, il 15 maggio di quell'anno, ricevette l'investitura e fu fatto marchese.
Vi si annovera Carlo (*1724 †1796), erudito e letterato. Il 18 ottobre 1753, Carlo sposò Maria Teresa Amoretti, appartenente alla famiglia dei marchesi d'Osasio. Da questo matrimonio, nel 1755 nacque il loro unico figlio, Luigi Giuseppe. Nel 1762 assunse il ruolo di primo sindaco di Alessandria, mantenendo tale incarico per diversi anni. Durante il lungo mandato, contribuì significativamente alla città, soprattutto con la realizzazione del nuovo teatro municipale tra il 1772 e il 1775. Il municipale, progettato da Giuseppe Caselli, fu un importante punto di riferimento culturale fino alla sua distruzione durante i bombardamenti della seconda guerra mondiale. Inaugurato il 17 ottobre 1775 con l'opera "Antigone" su libretto di Gaetano Roccaforte e Ferdinando Bertoni, il teatro si distinse per essere uno dei primi a includere un loggione destinato agli spettatori non nobili. Il progetto fu realizzato dopo aver ottenuto le necessarie autorizzazioni reali e la rinuncia del marchese Ludovico Guasco di Solero ai diritti di rappresentazione, precedentemente concessi nel 1729 per un altro teatro Guasco, ormai in disuso e situato nel palazzo Guasco. Quest'ultimo era stato utilizzato più per il gioco d'azzardo che per gli spettacoli. Nonostante la nuova destinazione, anche nei bilanci del teatro municipale, gestito da impresari professionisti a partire dal 1778, il gioco d'azzardo continuò a rivestire un ruolo importante.
Oltre Carlo Guasco si ricorda anche il fratello Francesco Eugenio (*1725 †1798), canonico della Basilica di Santa Maria Maggiore di Roma, scrittore ed erudito fu nominato da papa Clemente XIV custode e presidente del Musei Capitolini il 9 novembre 1772. Papa Pio VI aveva decretato la sua nomina al cardinalato, ma il 22 dicembre 1798, terminò il suo cammino terreno.
Ultimo di questo ramo fu Carlo Guarnerio (*1789 †1854), decurione di Torino, succeduto nel 1814 all'ultimo marchese Amoretti di Envie.
Nella seconda metà del settecento vi fu una disputa familiare legata ai titoli del marchese di Solero. Il 21 marzo 1784, infatti, si verificò la morte dell'ultimo marchese di Solero, Lodovico III Guasco Gallarati. Successivamente Antonio Biagio (*? †1793) avanzò pretese per ottenere il feudo di Solero ereditato dal defunto marchese. Allo stesso modo, il nipote, l'erudito e letterato Carlo, marchese di Castelletto, rivendicò il feudo di Solero basandosi sul testamento del marchese di Solero Guarnerio I (test. 30.I.1534). Divampò una controversia tra lo zio e il nipote, ma il 14 luglio 1787 la questione fu risolta attraverso una sentenza senatoriale emessa a Torino, che assegnò ad Antonio Biagio i feudi di Solero, Pavone e di Predosa. Antonio ricevette le investiture il 18 ottobre 1787.

## Struttura del casato
|                    |                    |                   |                   |                                    |                                    |                               |                               |                   |                   |                                    |                                    |                               |                               |                          |                    |                                |                                |
|                    |                    |                   |                   |                                    |                                    | Manfredingi                   |                               |                   |                   |                                    |                                    |                               |                               |                          |                    |                                |                                |
|                    |                    |                   |                   |                                    |                                    |                               |                               |                   |                   |                                    |                                    |                               |                               |                          |                    |                                |                                |
|                    |                    |                   |                   |                                    |                                    |                               |                               |                   |                   |                                    |                                    |                               |                               |                          |                    |                                |                                |
|                    |                    |                   |                   |                                    |                                    | Signori di Belmonte           |                               |                   |                   |                                    |                                    |                               |                               |                          |                    |                                |                                |
|                    |                    |                   |                   |                                    |                                    |                               |                               |                   |                   |                                    |                                    |                               |                               |                          |                    |                                |                                |
|                    |                    |                   |                   |                                    |                                    |                               |                               |                   |                   |                                    |                                    |                               |                               |                          |                    |                                |                                |
|                    |                    |                   |                   |                                    |                                    | Signori di Alice              |                               |                   |                   |                                    |                                    |                               |                               |                          |                    |                                |                                |
|                    |                    |                   |                   |                                    |                                    |                               |                               |                   |                   |                                    |                                    |                               |                               |                          |                    |                                |                                |
|                    |                    |                   |                   |                                    |                                    |                               |                               |                   |                   |                                    |                                    |                               |                               |                          |                    |                                |                                |
| Guasco di Chieri   | Guasco di Chieri   |                   |                   | Signori di San Michele e San Paolo | Signori di San Michele e San Paolo |                               |                               |                   |                   |                                    | Guasco de Domo Magna               | Guasco de Domo Magna          | Signori di Sant'Antonino      | Signori di Sant'Antonino |                    |                                |                                |
|                    |                    |                   |                   |                                    |                                    |                               |                               |                   |                   |                                    |                                    |                               |                               |                          |                    |                                |                                |
|                    |                    |                   |                   |                                    |                                    |                               |                               |                   |                   |                                    |                                    |                               |                               |                          |                    |                                |                                |
| Conti di Clavières | Conti di Clavières | Signori di Spigno | Signori di Spigno | Patrizi alessandrini               | Patrizi alessandrini               | Signori di Rocchetta e Cengio | Signori di Rocchetta e Cengio | Marchesi di Bisio | Marchesi di Bisio |                                    |                                    |                               |                               | Marchesi di Solero       | Marchesi di Solero |                                |                                |
|                    |                    |                   |                   |                                    |                                    |                               |                               |                   |                   |                                    |                                    |                               |                               |                          |                    |                                |                                |
|                    |                    |                   |                   |                                    |                                    |                               |                               |                   |                   |                                    |                                    |                               |                               |                          |                    |                                |                                |
|                    |                    |                   |                   |                                    |                                    | Marchesi di Serralunga        | Marchesi di Serralunga        | Conti di Frascaro | Conti di Frascaro | Guasco Gallarati di Bisio e Solero | Guasco Gallarati di Bisio e Solero | Signori della Pieve del Cairo | Signori della Pieve del Cairo | Guasco Gallarati         | Guasco Gallarati   | Marchesi di Castelletto d'Erro | Marchesi di Castelletto d'Erro |

### Linee di successione
Tavola sinottica delle principali linee agnatizie che si sono succedute dal XV al XX secolo, fino all'estinzione del casato nel 1999, con la morte di Francesco di Paola IV Guasco Gallarati di Bisio e Solero.
|                                                                                       |                                                                                       |                                                                |                                                                |                                                                           | | |                                                                           |                                                                    |                                                     |                                                              |                                                              |                                                                                    |                                                                                    |
|                                                                                       |                                                                                       |                                                                |                                                                | · Guasco de Domo Magna · Gerolamo · *? †1486                              | | |                                                                           |                                                                    |                                                     |                                                              |                                                              |                                                                                    |                                                                                    |
|                                                                                       |                                                                                       |                                                                |                                                                |                                                                           | | |                                                                           |                                                                    |                                                     |                                                              |                                                              |                                                                                    |                                                                                    |
|                                                                                       |                                                                                       |                                                                |                                                                |                                                                           | | |                                                                           |                                                                    |                                                     |                                                              |                                                              |                                                                                    |                                                                                    |
|                                                                                       |                                                                                       |                                                                | Alessandro *? †1517                                            | Alessandro *? †1517                                                       | Guarnerio I Marchese di Solero test. 30.I.1534                                                                                 | Guarnerio I Marchese di Solero test. 30.I.1534                                                                                 |                                                                           |                                                                    |                                                     |                                                              |                                                              |                                                                                    |                                                                                    |
|                                                                                       |                                                                                       |                                                                |                                                                |                                                                           | | |                                                                           |                                                                    |                                                     |                                                              |                                                              |                                                                                    |                                                                                    |
|                                                                                       |                                                                                       |                                                                |                                                                |                                                                           | | |                                                                           |                                                                    |                                                     |                                                              |                                                              |                                                                                    |                                                                                    |
|                                                                                       |                                                                                       |                                                                |                                                                |                                                                           | Alessandro Marchese di Solero *? †1559                                                                                         | |                                                                           |                                                                    |                                                     |                                                              |                                                              |                                                                                    |                                                                                    |
|                                                                                       |                                                                                       |                                                                |                                                                |                                                                           | | |                                                                           |                                                                    |                                                     |                                                              |                                                              |                                                                                    |                                                                                    |
|                                                                                       |                                                                                       |                                                                |                                                                |                                                                           | | |                                                                           |                                                                    |                                                     |                                                              |                                                              |                                                                                    |                                                                                    |
|                                                                                       |                                                                                       |                                                                | Guarnerio II Marchese di Solero *? †1581                       | Guarnerio II Marchese di Solero *? †1581                                  | | |                                                                           | Francesco *? †1606                                                 | Francesco *? †1606                                  |                                                              |                                                              |                                                                                    |                                                                                    |
|                                                                                       |                                                                                       |                                                                |                                                                |                                                                           | | |                                                                           |                                                                    |                                                     |                                                              |                                                              |                                                                                    |                                                                                    |
|                                                                                       |                                                                                       |                                                                |                                                                |                                                                           | | |                                                                           |                                                                    |                                                     |                                                              |                                                              |                                                                                    |                                                                                    |
|                                                                                       |                                                                                       |                                                                | Lodovico I Marchese di Solero *? †1643                         | Lodovico I Marchese di Solero *? †1643                                    | | Alessandro venerabile Giulio Taddeo *1590 †1660                                                                                | Alessandro venerabile Giulio Taddeo *1590 †1660                           | Signori della Pieve del Cairo Guarnerio *1595 †1664                | Signori della Pieve del Cairo Guarnerio *1595 †1664 | Francesco Ottavio *1597 †1624                                | Francesco Ottavio *1597 †1624                                |                                                                                    |                                                                                    |
|                                                                                       |                                                                                       |                                                                |                                                                |                                                                           | | |                                                                           |                                                                    |                                                     |                                                              |                                                              |                                                                                    |                                                                                    |
|                                                                                       |                                                                                       |                                                                |                                                                |                                                                           | | |                                                                           |                                                                    |                                                     |                                                              |                                                              |                                                                                    |                                                                                    |
| Carlo Principe di Lixheim, di Phalsbourg e del S.R.I., Marchese di Solero *1603 †1650 | Carlo Principe di Lixheim, di Phalsbourg e del S.R.I., Marchese di Solero *1603 †1650 | Guarniero III Principe del S.R.I., Marchese di Solero *? †1660 | Guarniero III Principe del S.R.I., Marchese di Solero *? †1660 | Ottavio Principe del S.R.I., Marchese di Solero *? †1661                  | Ottavio Principe del S.R.I., Marchese di Solero *? †1661                                                                       | Guasco Gallarati Filippo Principe del S.R.I., Marchese di Solero *? †1680                                                      | Guasco Gallarati Filippo Principe del S.R.I., Marchese di Solero *? †1680 | Francesco *? †1677                                                 | Francesco *? †1677                                  | Marchesi di Castelletto d'Erro Francesco Ottavio *1625 †1677 | Marchesi di Castelletto d'Erro Francesco Ottavio *1625 †1677 |                                                                                    |                                                                                    |
|                                                                                       |                                                                                       |                                                                |                                                                |                                                                           | | |                                                                           |                                                                    |                                                     |                                                              |                                                              |                                                                                    |                                                                                    |
|                                                                                       |                                                                                       |                                                                |                                                                |                                                                           | | |                                                                           |                                                                    |                                                     |                                                              |                                                              |                                                                                    |                                                                                    |
| Ottavio *?1646 †?                                                                     | Ottavio *?1646 †?                                                                     |                                                                |                                                                |                                                                           | Marchesi di Bisio Teresa *1667 †1720 ⚭ Giuseppe Nicolò Guasco di Bisio Marchese di Bisio *1665 †1703                           | Marchesi di Bisio Teresa *1667 †1720 ⚭ Giuseppe Nicolò Guasco di Bisio Marchese di Bisio *1665 †1703                           | Lodovico II Principe del S.R.I., Marchese di Solero *1668 †1690           | Lodovico II Principe del S.R.I., Marchese di Solero *1668 †1690    | Carlo Ranuccio Marchese di Castelletto *? †1724     | Carlo Ranuccio Marchese di Castelletto *? †1724              | Giovanni Battista Marchese di Castelletto *? †1708           | Giovanni Battista Marchese di Castelletto *? †1708                                 |                                                                                    |
|                                                                                       |                                                                                       |                                                                |                                                                |                                                                           | | |                                                                           |                                                                    |                                                     |                                                              |                                                              |                                                                                    |                                                                                    |
|                                                                                       |                                                                                       |                                                                |                                                                |                                                                           | | |                                                                           |                                                                    |                                                     |                                                              |                                                              |                                                                                    |                                                                                    |
|                                                                                       |                                                                                       |                                                                |                                                                |                                                                           | Carlo Antonio Lodovico Marchese di Bisio *1691 †1734                                                                           | Carlo Antonio Lodovico Marchese di Bisio *1691 †1734                                                                           | Filippo II Principe del S.R.I., Marchese di Solero *1689 †1741            | Filippo II Principe del S.R.I., Marchese di Solero *1689 †1741     |                                                     | Guarnerio Lorenzo Marchese di Castelletto *1696 †1773        | Guarnerio Lorenzo Marchese di Castelletto *1696 †1773        | Marchesi di Solero Antonio Biagio Principe del S.R.I., Marchese di Solero *? †1793 | Marchesi di Solero Antonio Biagio Principe del S.R.I., Marchese di Solero *? †1793 |
|                                                                                       |                                                                                       |                                                                |                                                                |                                                                           | | |                                                                           |                                                                    |                                                     |                                                              |                                                              |                                                                                    |                                                                                    |
|                                                                                       |                                                                                       |                                                                |                                                                |                                                                           | | |                                                                           |                                                                    |                                                     |                                                              |                                                              |                                                                                    |                                                                                    |
|                                                                                       |                                                                                       |                                                                |                                                                |                                                                           | Francesco di Paola I Marchese di Bisio *1725 †1773                                                                             | Francesco di Paola I Marchese di Bisio *1725 †1773                                                                             | Ludovico III Principe del S.R.I., Marchese di Solero *1723 †1784          | Ludovico III Principe del S.R.I., Marchese di Solero *1723 †1784   |                                                     | Carlo Marchese di Casteletto *1724 †1796                     | Carlo Marchese di Casteletto *1724 †1796                     | Carlo Giovanni Maria Principe del S.R.I., Marchese di Solero *1738 †1805           | Carlo Giovanni Maria Principe del S.R.I., Marchese di Solero *1738 †1805           |
|                                                                                       |                                                                                       |                                                                |                                                                |                                                                           | | |                                                                           |                                                                    |                                                     |                                                              |                                                              |                                                                                    |                                                                                    |
|                                                                                       |                                                                                       |                                                                |                                                                |                                                                           | | |                                                                           |                                                                    |                                                     |                                                              |                                                              |                                                                                    |                                                                                    |
|                                                                                       |                                                                                       |                                                                |                                                                |                                                                           | Guasco Gallarati Marchesi di Bisio e Solero Paolo Luigi Principe del S.R.I., Marchese di Bisio e Solero *1762 †1800            | Guasco Gallarati Marchesi di Bisio e Solero Paolo Luigi Principe del S.R.I., Marchese di Bisio e Solero *1762 †1800            | † Feudi e titoli passarono ad Antonio Biagio Guasco di Castelletto        | † Feudi e titoli passarono ad Antonio Biagio Guasco di Castelletto |                                                     | Luigi Giuseppe Marchese di Castelletto *1755 †1807           | Luigi Giuseppe Marchese di Castelletto *1755 †1807           | † Cristina, figlia di Carlo, sposa Francesco di Paola II                           | † Cristina, figlia di Carlo, sposa Francesco di Paola II                           |
|                                                                                       |                                                                                       |                                                                |                                                                |                                                                           | | |                                                                           |                                                                    |                                                     |                                                              |                                                              |                                                                                    |                                                                                    |
|                                                                                       |                                                                                       |                                                                |                                                                |                                                                           | | |                                                                           |                                                                    |                                                     |                                                              |                                                              |                                                                                    |                                                                                    |
|                                                                                       |                                                                                       |                                                                |                                                                |                                                                           | Francesco di Paola II Principe del S.R.I., Marchese di Bisio e Solero *1783 †1860 ⚭ Cristina Guasco di Castelletto *1785 †1812 | Francesco di Paola II Principe del S.R.I., Marchese di Bisio e Solero *1783 †1860 ⚭ Cristina Guasco di Castelletto *1785 †1812 |                                                                           |                                                                    |                                                     | Carlo Guarnerio Marchese di Castelletto *1789 †1854          | Carlo Guarnerio Marchese di Castelletto *1789 †1854          |                                                                                    |                                                                                    |
|                                                                                       |                                                                                       |                                                                |                                                                |                                                                           | | |                                                                           |                                                                    |                                                     |                                                              |                                                              |                                                                                    |                                                                                    |
|                                                                                       |                                                                                       |                                                                |                                                                |                                                                           | | |                                                                           |                                                                    |                                                     |                                                              |                                                              |                                                                                    |                                                                                    |
|                                                                                       |                                                                                       |                                                                |                                                                | Paolo Gustavo Principe del S.R.I., Marchese di Bisio e Solero *1807 †1844 | Paolo Gustavo Principe del S.R.I., Marchese di Bisio e Solero *1807 †1844                                                      | Emilio Luigi Principe del S.R.I., Marchese di Bisio e Solero *1814 †1884                                                       | Emilio Luigi Principe del S.R.I., Marchese di Bisio e Solero *1814 †1884  |                                                                    |                                                     | †                                                            | †                                                            |                                                                                    |                                                                                    |
|                                                                                       |                                                                                       |                                                                |                                                                |                                                                           | | |                                                                           |                                                                    |                                                     |                                                              |                                                              |                                                                                    |                                                                                    |
|                                                                                       |                                                                                       |                                                                |                                                                |                                                                           | | |                                                                           |                                                                    |                                                     |                                                              |                                                              |                                                                                    |                                                                                    |
|                                                                                       |                                                                                       |                                                                |                                                                |                                                                           | | Francesco di Paola III Principe del S.R.I., Marchese di Bisio e Solero *1847 †1926                                             |                                                                           |                                                                    |                                                     |                                                              |                                                              |                                                                                    |                                                                                    |
|                                                                                       |                                                                                       |                                                                |                                                                |                                                                           | | |                                                                           |                                                                    |                                                     |                                                              |                                                              |                                                                                    |                                                                                    |
|                                                                                       |                                                                                       |                                                                |                                                                |                                                                           | | |                                                                           |                                                                    |                                                     |                                                              |                                                              |                                                                                    |                                                                                    |
|                                                                                       |                                                                                       |                                                                |                                                                |                                                                           | | Emilio II Principe del S.R.I., Marchese di Bisio e Solero *1878 †1976                                                          |                                                                           |                                                                    |                                                     |                                                              |                                                              |                                                                                    |                                                                                    |
|                                                                                       |                                                                                       |                                                                |                                                                |                                                                           | | |                                                                           |                                                                    |                                                     |                                                              |                                                              |                                                                                    |                                                                                    |
|                                                                                       |                                                                                       |                                                                |                                                                |                                                                           | | |                                                                           |                                                                    |                                                     |                                                              |                                                              |                                                                                    |                                                                                    |
|                                                                                       |                                                                                       |                                                                |                                                                |                                                                           | | Francesco di Paola IV Principe del S.R.I., Marchese di Bisio e Solero *1914 †1999                                              |                                                                           |                                                                    |                                                     |                                                              |                                                              |                                                                                    |                                                                                    |
|                                                                                       |                                                                                       |                                                                |                                                                |                                                                           | | |                                                                           |                                                                    |                                                     |                                                              |                                                              |                                                                                    |                                                                                    |
|                                                                                       |                                                                                       |                                                                |                                                                |                                                                           | | |                                                                           |                                                                    |                                                     |                                                              |                                                              |                                                                                    |                                                                                    |
|                                                                                       |                                                                                       |                                                                |                                                                |                                                                           | | † |                                                                           |                                                                    |                                                     |                                                              |                                                              |                                                                                    |                                                                                    |

## Dimore

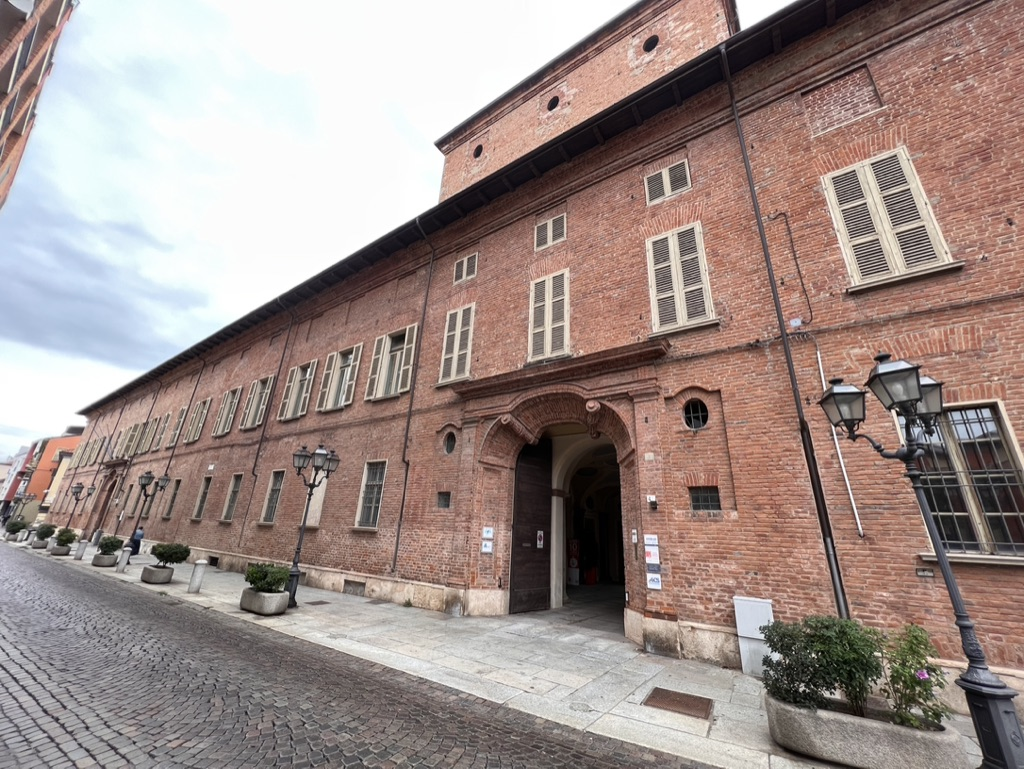
Facciata di Palazzo Guasco.

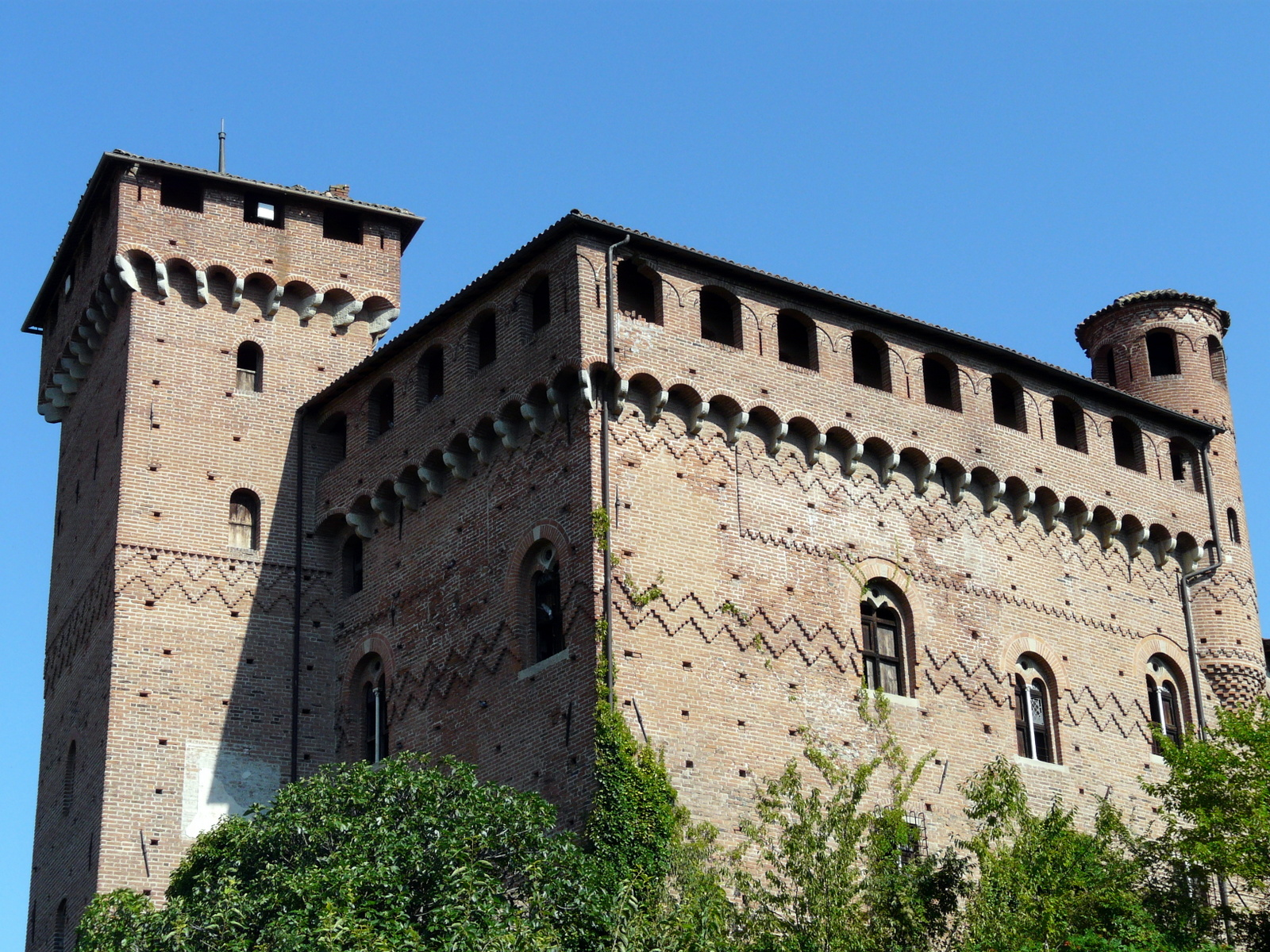
Castello di Francavilla Bisio.

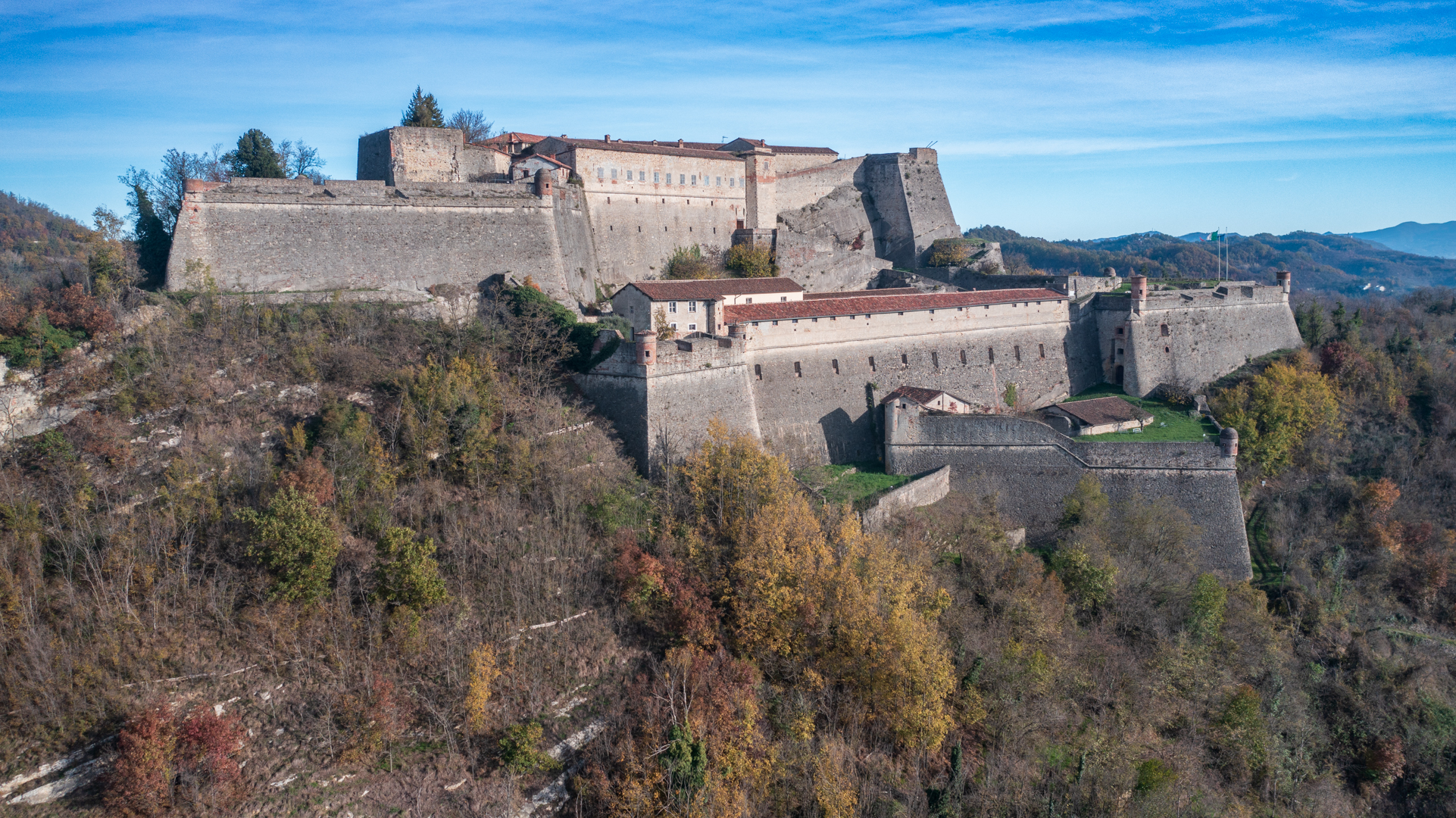
Forte di Gavi.

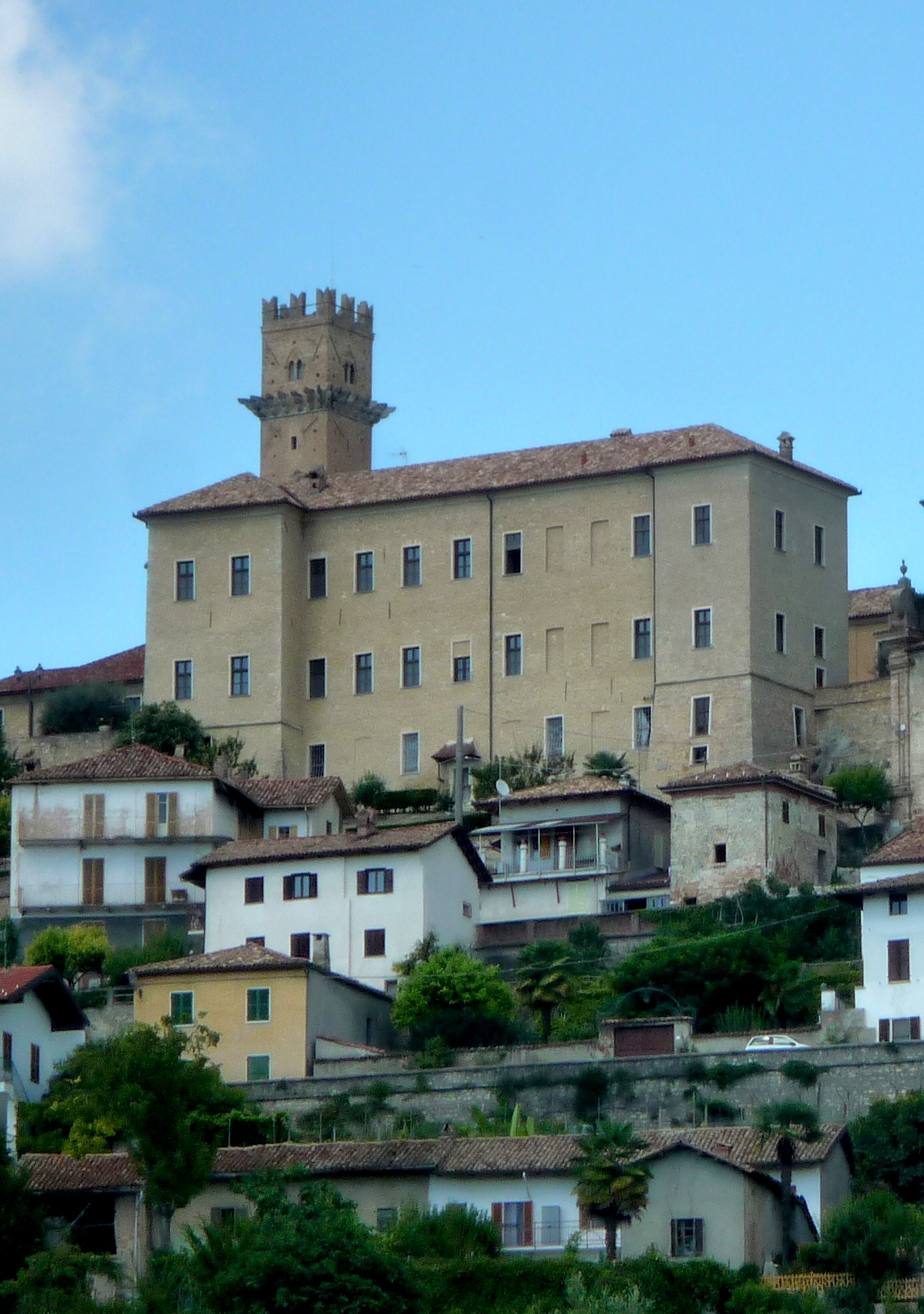
Castello di Murisengo.

Dimore che nei secoli sono state proprietà, parte dei feudi o abitate dai membri della famiglia Guasco.
- Palazzo Guasco, Alessandria. Secolare vanto di Alessandria, ricco di memorie storiche, Palazzo Guasco è oggi ideale ed illustre sede delle manifestazioni culturali della città. Da sempre esso ha visto intrecciarsi i propri destini con quelli dell'antico centro piemontese. Nonostante il distico inciso nell'atrio del Palazzo stesso in ricordo del matrimonio tra il marchese di Solero Carlo Guasco e la principessa Enrichetta di Lorena sia datato 1645, la sua costruzione è certamente molto anteriore e si perde nella storia. La parte più pregevole dell'edificio, identificata con l'ala prospiciente l'omonima via dei Guasco, è concordemente attribuita dagli esperti alla fioritura artistica dell'ultimo Settecento. Essa è dovuta al gusto e alla munificenza di Lodovico Guasco Gallarati di Bisio e Solero (*1723 †1784). Al padre di questi, Filippo (*1689 †1741), Alessandria è stata debitrice della ideazione e costruzione del primo teatro nel 1729, che occupava l'ala sinistra del Palazzo. Alla morte del marchese Lodovico, avvenuta il 20 marzo 1784, l'edificio è stato trasmesso in eredità a Paolo Luigi Guasco di Bisio (*1762 †1800), che aggiungeva il cognome di Gallarati al proprio. Scomparso quest'ultimo, il Palazzo è stato ereditato dal figlio Francesco, notabile di Alessandria, investito di alte cariche cittadine durante la dominazione francese. Questi poi ha trasmesso il Palazzo al nipote Emilio nel 1814, e dopo di lui nel 1847 al pronipote Francesco di Paola III Guasco Gallarati di Bisio. Fu quest'ultimo che, con testamento olografo datato 28 dicembre 1919, ma pubblicato solo il 7 settembre 1926, ha lasciato in legato al Comune di Alessandria l'antica dimora, non solo quale testimonianza di inestimabile patrimonio storico, ma anche con l'intento di destinarla a luogo di cultura: museo, pinacoteca, biblioteca. Avendo, però, l'Amministrazione Comunale formalmente rinunciato al lascito, esso in seguito è tornato al legittimo erede, principe Emilio Guasco. I pregi architettonici della costruzione, rappresentati dallo splendore del Barocco temperato dal gusto più sobrio e misurato che prelude allo stile Impero, hanno subito deplorevoli deturpazioni verso la metà dell'Ottocento per inopportuni interventi "di restauro", burocraticamente imposti. Per fortuna la sensibilità estetica del principe Emilio Guasco ha consentito in seguito di riportare la facciata all'antico splendore. Ancora oggi, oltre all'eleganza settecentesca del portone d'onore, colpiscono l’occhio del visitatore soprattutto la grandiosità dello scalone e del salone che consentono l'accesso ad entrambi i corpi del fabbricato. Tutto settecentesco è l'effetto coreografico della sequenza dei vari ambienti: dall'atrio al loggiato che fiancheggia lo scalone al primo piano, dalla grande galleria illuminata da diciotto finestre disposte in tre ordini e corredata di balconate alla fuga di scale e salotti, testimonianza di una tradizione di ospitalità sempre splendidamente e generosamente onorata. Dentro il Palazzo è conservata la Biblioteca Provinciale di Editoria locale con oltre 5.000 volumi in consultazione e, al piano terra, ha sede l'Istituto per la Storia della Resistenza e della Società Contemporanea in provincia di Alessandria che presenta una ricca e importante biblioteca storica[b 27][b 28].
- Palazzo Guasco di Solero, detto il Castello nuovo.
- Castello di Francavilla Bisio.
- Forte di Gavi.
- Castello di Murisengo.

## Armoriale
| Stemma                                                                            | Titoli                                                                    | Blasonatura | Periodo     |
| --------------------------------------------------------------------------------- | ------------------------------------------------------------------------- | --- | ----------- |
|                                                                                   | Signori di Belmonte, di Alice                                             | Trinciato dentato d'oro e d'azzurro | arma antica |
|                                                                                   | Conti di Claviers                                                         | Troncato e dentato d’oro e d’azzurro, il secondo al leone del primo, tenente un anello con il diamante. | 1747 – 1763 |
|                                                                                   | Conti di Claviers                                                         | Inquartato: nel 1° e 4° di rosso, a due zampe di leone, d’oro, strappate, affrontate, poste in facia, quella di destra rivoltata (le due zampe sono anche poste: quella di destra in sbarra e quella di sinistra in banda), tenenti ambedue un anello dello stesso, con un diamante al naturale, incastonato; nel 2° e 3° trinciato dentato d'oro e d'azzurro. | 1763 – 1781 |
|                                                                                   | Signori di Spigno                                                         | Troncato e dentato d’oro e d’azzurro, con il capo d'argento, carico della basilica pontifica d’oro. | 1566 – 1819 |
|                                                                                   | Marchesi di Bisio                                                         | | 1450 – 1645 |
|                                                                                   | Marchesi di Solero                                                        | Semitroncato partito, al 1°, a) di rosso, a due zampe di leone, d’oro, strappate, affrontate, poste in fascia, tenenti un anello d’oro, con il diamante, sormontato da un breve svolazzante scritto del motto C’EST MON DESIR, b) Trinciato dentato d'oro e d'azzurro, al 2° d'argento, alla vite di verde, accollata alla colonna al naturale, coronata. | 1506 – 1645 |
|                                                                                   | Marchesi di Serralunga                                                    | Trinciato dentato d’oro e d’azzurro, con il capo del primo, carico di un'aquila di nero. | 1594 – 1649 |
|                                                                                   | Principi di Lixhem, Phalsbourg e del S.R.I., Marchesi di Solero e Predosa | Inquartato: nel 1° e 4° di rosso, a due zampe di leone, d’oro, strappate, affrontate, poste in facia, quella di destra rivoltata (le due zampe sono anche poste: quella di destra in sbarra e quella di sinistra in banda), tenenti ambedue un anello dello stesso, con un diamante al naturale, incastonato; nel 2° e 3° trinciato dentato d'oro e d'azzurro; sul tutto di rosso, alla basilica pontificia (gonfalone d'oro e di rosso con le due chiavi passate in croce di Sant'Andrea, quella destra d'oro, l'altra d'argento, addossate, con gli ingegni in alto). Lo scudo è accollato in petto all'aquila bicipite imperiale. Ornamenti: Il manto con corona da principe. Cimiero: Un leone nascente coronato di oro, tenente con la branca destra un anello, come nello scudo. Motto: C'est mon désir. | 1645 – 1783 |
| Principi del S.R.I., Marchesi di Bisio, Francavilla e Solero, Conti di Gavi, etc. | 1783 – 1997                                                               | Inquartato: nel 1° e 4° di rosso, a due zampe di leone, d’oro, strappate, affrontate, poste in facia, quella di destra rivoltata (le due zampe sono anche poste: quella di destra in sbarra e quella di sinistra in banda), tenenti ambedue un anello dello stesso, con un diamante al naturale, incastonato; nel 2° e 3° trinciato dentato d'oro e d'azzurro; sul tutto di rosso, alla basilica pontificia (gonfalone d'oro e di rosso con le due chiavi passate in croce di Sant'Andrea, quella destra d'oro, l'altra d'argento, addossate, con gli ingegni in alto). Lo scudo è accollato in petto all'aquila bicipite imperiale. Ornamenti: Il manto con corona da principe. Cimiero: Un leone nascente coronato di oro, tenente con la branca destra un anello, come nello scudo. Motto: C'est mon désir. |             |

Le origini del motto che accompagna lo stemma dei Guasco si ritrovano nelle vicende di vita di Beltramo (fl. 1387-1389), dei signori di Alice. Capitano al soldo di Gian Galeazzo Visconti, fu, dal duca di Milano, nominato governatore e procuratore della contea di Vertus nella provincia di Champagne. Nel 1387 fu inviato in Francia per negoziare il matrimonio tra Valentina, figlia del duca e nata dal suo primo matrimonio con Isabella di Valois, e Luigi I di Valois-Orléans, figlio di Carlo V, re di Francia. Beltramo condusse abilmente e con prudenza le trattative con gli zii dello sposo, i duchi di Berry e di Borgogna, e il contratto matrimoniale venne firmato l'8 aprile 1387.
A nome del Visconti Beltramo promise una dote di 200.000 scudi d'oro e la città di Asti con tutti i suoi feudi. Questo è il motivo per cui i Guasco adottarono il motto "C'est mon désir" (in italiano "Questo è il mio desiderio"). Conclusa la sua ambasciata, con grande soddisfazione del duca, Beltramo tornò ad Alessandria. Nel 1388, accompagnò Valentina in Francia insieme a Francesco I Gonzaga, capitano del popolo di Mantova, Teodoro II del Monferrato, marchese di Monferrato, e Antonio Porro, conte di Pollenzo. La comitiva fece tappa ad Alessandria, dove Beltramo accolse Valentina nel suo palazzo il 24 dicembre.
La figlia di Beltramo, Margherita, ricevette in dono da Valentina Visconti un anello con brillante. Questo episodio, unito all'abilità diplomatica del padre, e i servizi offerti al duca di Milano, permisero ai Guasco di ottenere il privilegio di arricchire lo stemma, fino ad allora trinciato dentato d'oro e d'azzurro, con l'aggiunta al leone d'oro, tenente un anello con il diamante. Il tutto inquartato di rosso.
In un altro ramo della famiglia, quello dei Signori di Spigno, troviamo nel XVI secolo Cesare (*? †1568), condottiero tra i più celebri del suo tempo. Cesare Guasco fu nominato da papa Pio V commissario generale di tutte le fortezze del patrimonio ecclesiastico e comandante di Ancona, durante le guerre contro i Turchi. Una volta cessati i pericoli, il pontefice rimase estremamente soddisfatto dell'operato del Guasco e, per esprimere la sua gratitudine, gli rivolse un breve in cui utilizzò parole affettuose e lusinghiere, concedendo il privilegio, per sé e per i suoi discendenti, di inserire la basilica pontificia nello stemma. In aggiunta, per i servizi offerti, gli abitanti di Ancona onorarono il condottiero con un decreto pubblico che lo riconobbe come Pater Patriæ. In suo onore, sempre ad Ancona, la collina che prima era chiamata Monte Marano fu rinominata colle Guasco.
Con un salto di circa centrocinquanta anni incontriamo la principessa Enrichetta di Lorena, moglie di Carlo Guasco (*? †1650), principe di Phalsbourg e Lixheim e marchese di Solero e Predosa. Per disposizione della principessa, dal 26 gennaio 1644, spetterebbe alla famiglia il diritto di aggiungere allo stemma quello del casato di Lorena. Ancora un secolo più tardi, per testamento redatto il 14 dicembre 1713 e codicillo dell'11 giugno 1720 di Anna Tullia Gallarati, moglie di Filippo Guasco, marchese di Solero, competerebbe lo stemma Gallarati, come già passò il cognome. Di entrambe le disposizioni non fu mai chiesto il riconoscimento.

### Esplicative
1. ↑   V. ad es. Carlo Guasco di Castelletto, Alessandria, in Cesare Orlandi, Delle città d'Italia, I, Perugia, Stamperia Augusta, 1770,  pp. 304-306.
2. ↑  Feudo, concesso dal marchese Giovanni I del Monferrato alcuni anni prima, che il 27 marzo 1304 vendette a Pagano Firuffini Calcamuggi, figlio del patrizio alessandrino Pietro (cfr. Guglielmo Schiavina, p. 162).
3. ↑  Riconoscimento con RR. LL. PP. 14 giugno 1934.

### Bibliografiche
1. ↑  Letizia Arcangeli, p. 412.
2. ↑  Gerusalemme Liberata, Canto Primo, stanza LVI, Canto Quinto, Stanza LXXV; Canto Ventesimo, Stanza XL.
3. ↑  Francesco Guasco di Bisio.
4. ↑  Aldo di Ricaldone II.
5. ↑  Cartario Alessandrino, volume I, doc. LXXXII, pp. 108-109 e 111..
6. ↑  Cartario Alessandrino, volume I, doc. CXXV, p. 170.
7. ↑  Liber Crucis, doc. LXVI, p. 77.
8. ↑  Cartario Alessandrino, volume II, doc. CCLII, p. 84.
9. ↑  Annali di Alessandria, p. 28.
10. ↑  Paola Foschi.
11. ↑  Guglielmo Schiavina, p. 571.
12. ↑  Guglielmo Schiavina, p. 118.
13. ↑  Giuseppe Gargantini, p. 42.
14. ↑  Guglielmo Schiavina, p. 166.
15. ↑  Francesco Guaco di Bisio, tav. III.
16. ↑  La Voce Alessandrina.
17. ↑  Catalogo generale dei Beni Culturali.
18. ↑  Giorgio Ronconi, p. 7.
19. ↑  Giorgio Giulini, p. 169.
20. ↑  Luigi De Bartolomeis, p. 406.
21. ↑  Annibale Civalieri.
22. 1 2  Francesco Guasco di Bisio, tav. XX.
23. ↑  Pietro Vernetti, p. 46.
24. ↑  Sistema Archivistico Nazionale /II
25. ↑  Vittorio Spreti, Appendice, II, pp. 186, 187
26. ↑  Antonio Manno
27. ↑  Palazzo Guasco.
28. ↑  Palazzi nella storia.
29. ↑  Insignia Nobilium Mediolanensium, p. 437.
30. ↑  Blasonario subalpino.
31. 1 2  Vittorio Spreti, p. 176.
32. ↑  Maria Lucia De Nicolò, p. 136.

### Codici, fondi, archivistica
- (LA) Luc d'Achery e Jean Mabillon, Sancti Lulli. Archiepiscopi Maguntini. Elogium Historicum [San Lullo. Arcivescovo di Magonza. Elogio Storico], in Sæculum III Quod Est Ab Anno Christi DCC Ad DCCC [Secolo III, che va dall'anno 700 al 800 dopo Cristo], nell'opera "Acta Sanctorum Ordinis Sancti Benedicti in Sæculorum Classes Distribuita" [Gli Atti dei Santi dell'Ordine di San Benedetto. Suddivisi per classi dei secoli], III volume, II parte, Parigi, Ludovic Billaine, 1672.
- Giovanni Battista Moriondo, Monumenta Aquensia, Torino, Tipografia Regia, 1790.
- (LA) Anonimo, Chronicon Novaliciense, a cura di Coelestinus Combetti, Taurini, 1843  [XI secolo].
- Carlo Cipolla (a cura di), Monumenta Novalicensia Vetustiora, in Fonti per la storia d'Italia pubblicate dall'Istituto storico italiano, vol. 1, Roma, Istituto Storico Italiano, 1887.
- (LA) Francesco Gasparolo, Codex qui Liber Crucis nuncupatur e Tabulario Alexandrino, in Monumenta Alexandrina, Roma, Tipografia poliglotta vaticana, 1889.
- (FR) Armand Auguste d'Herbomez, Cartulaire de l'abbaye de Gorze, in Mettensia. Mémoires et documents publiés par la Société nationale des antiquaires de France. Fondation Auguste Prost, vol. 2, Parigi, C. Klincksieck, 1898.
- (LA) Liber Jurium Reipublicæ Genuensis [I Libri Iurium della Repubblica di Genova], in Historiæ Patriæ Monumenta, vol. 9, n. 2, Torino, Officina regia, 1857  [~XIII secolo].
- Francesco Gasparolo (a cura di), Cartario Alessandrino fino al 1300, in Biblioteca della societa' storica subalpina (collana), in 3 volumi, Torino, Stabilimento Tipografico di Miglietta, 1928-1930.
- Beato Tommaso d'Alessandria, su catalogo.beniculturali.it, Ministero della Cultura, 1975.
- Francesco Colalucci, Giovanni Cariani a Bergamo: la Pala di San Gottardo e i suoi committenti (PDF), in Archivio Storico Bergamasco. Rassegna semestrale di storia e cultura, vol. 10, n. 1-2, Bergamo, Pierluigi Lubrina Editore, 1990.
- (LA, IT) Maria Bibolini (a cura di), I Libri Iurium della Repubblica di Genova (PDF), in Fonti per la Storia della Liguria, Eleonora Pallavicino (introduzione), vol. 1, Genova, Società Ligure di Storia Patria, 2000.
- Speciale Dante dì, su comune.chieri.to.it, Comune di Chieri, marzo 2020.
- Guasco di Castelletto, su dati.san.beniculturali.it, Sistema archivistico nazionale.
- Arnuzzi de Medici - Famiglia, su san.beniculturali.it, Sistema archivistico nazionale.

### Genealogica, araldica
- (LA) Insignia urbium Italiæ septentrionalis: Nobilium Mediolanensium [Insegne delle città dell'Italia settentrionale: Nobili di Milano], Monaco di Baviera, 1550-1555.
- Pompeo Litta Biumi, Pico della Mirandola, in Famiglie celebri di Italia, vol. 14, Milano, Giulio Ferrario, 1823.
- (DE) Hermann Friedrich Macco, Aachen Wappen und Genealogien. Beitrag zur Genealogien rheinischer Adels und Patrizierfamilien [Stemmi e genealogie di Aquisgrana. Contributo alla genealogia delle famiglie nobili e patrizie del Reno], vol. 2, Aachen, 1907.
- Francesco Guasco di Bisio, Famiglia Guasco di Alessandria, in Tavole genealogiche di famiglie nobili alessandrine e monferrine dal secolo IX al XX, vol. 1, Casale, Tipografia Cooperativa Bellatore, Bosco & C., 1924.
- Vittorio Spreti, Enciclopedia storico-nobiliare italiana, vol. 2, appendice, Milano, Editrice Stirpe, 1935.
- Alberto Gamaleri Calleri Gamondi, Un’antica famiglia alessandrina: i Guasco (PDF), in Sul Tutto - Periodico della Società Italiana di Studi Araldici, vol. 18, n. 32, Torino, Società Italiana di Studi Araldici, dicembre 2012.
- Federico Bona, Blasonario delle famiglie subalpine, su blasonariosubalpino.it.

### Storica, annalistica, trattatistica
- Antonio Maria Spelta, Historia delle vite di tutti i vescovi, Pavia, Eredi Girolamo Bartoli, 1597.
- (LA, FR) Charles du Fresne, Glossarium Ad Scriptores Mediæ et Infimæ Latinitatis [Glossario per gli Scrittori del Latino Medio e Inferiore], Parigi, 1678.
- Girolamo Ghilini, Annali di Alessandria, Milano, Gioseffo Marelli, 1666.
- Giovanni Guasco, Storia litteraria del principio e progresso dell'Accademia di belle lettere di Reggio, Reggio, Ippolito Vedrotti, 1711.
- Giorgio Giulini (a cura di), Memorie della città e della campagna di Milano ne' secoli bassi, vol. 9, Milano, Giambattista Bianchi, 1760.
- Cesare Orlandi, Delle città d'Italia e sue isole adjacenti [sic] compendiose notizie, vol. 1, Perugia, Stamperia Augusta, presso Mario Riginaldi, 1770.
- Girolamo Tiraboschi, Memorie storiche modenesi col Codice diplomatico illustrato con note, Tomo IV, Modena, Società Tipografica, 1794.
- Gaetano Bugati, Memorie storico-critiche intorno le reliquie ed il culto di S. Celso martire, Milano, Giuseppe Galeazzi Regio Stampatore, 1782.
- Giuseppe Antonio Chenna, Del Vescovato de' Vescovi e delle Chiese della Città e Diocesi d'Alessandria, Alessandria, Ignazio Vimercati Stampatore, 1786.
- Luigi Cibrario, Delle storie di Chieri. Libri quattro con documenti ,Torino 1827, vol. 1, Torino, 1827.
- Vincenzo De Conti, Notizie storiche della città di Casale e del Monferrato, vol. 5, Casale, Casuccio & comp., 1840.
- Cesare Rovida, Il castello di Envie del marchese Carlo Guasco di Castelletto, Milano, Litografia Pagani, 1843.
- Luigi De Bartolomeis (a cura di), Notizie topografiche e statistiche sugli Stati Sardi, volume quarto, libro secondo, parte prima, Torino, Tipografia Chirio e Mina, 1847.
- Carlo A-Valle, Storia di Alessandria dall'origine ai nostri giorni, vol. 1, Torino, Tipografia fratelli Falletti, 1855.
- Carlo A-Valle, Storia di Alessandria dall'origine ai nostri giorni, vol. 4, Torino, Tipografia fratelli Falletti, 1855.
- Guglielmo Schiavina, Annali di Alessandria, a cura di Carlo A-Valle, Alessandria, Barnabè e Borsalino, 1861.
- Antonio Manno, Il Patriziato Subalpino. Notizie di fatto storiche, genealogiche, feudali ed araldiche desunte da documenti, 2 volumi, volumi dattiloscritti, Firenze, Giuseppe Civelli, 1906  [1895].
- Francesco Gasparolo, Notizie delle confraternite di Alessandria e delle loro chiese, in Rivista di storia, arte, archeologia della provincia di Alessandria, Anno V (XXX), fascicolo XIX (serie III), Casale Monferrato, Unione Tipografica Popolare, 1921.
- (FR) Maquet Albert, Deux amis italiens de Stendhal: Giovanni Plana et Carlo Guasco [Due amici italiani di Stendhal: Giovanni Plana e Carlo Guasco], Victor Del Litto (prefazione di), Losanna, Editions du Grand Chene, 1963.
- Giuseppe Gargantini (a cura di), Cronologia di Milano. Dalla sua fondazione al 1860 (PDF), Milano, Comune di Milano, 1967.
- Francesco Cognasso, Il Piemonte nell'età sveva, Torino, Deputazione Subalpina di storia patria, 1968.
- Paolo Brezzi, Società feudale e vita cittadina dal IX al XII secolo, Istituto di Cultura Nova Civitas, 1972.
- Aldo di Ricaldone, Annali del Monferrato, 951 - 1708, vol. 1, Torino, Casa Editrice La Cartostampa, 1972.
- Pietro Vernetti, Storia del Comune di Fresonara (PDF), Fresonara, Comune di Fresonara, 2002  [1893].
- Letizia Arcangeli, Gentiluomini di Lombardia. Ricerche sull'aristocrazia padana nel Rinascimento, Trezzano sul Naviglio, Edizioni Unicopli, 2003.
- Giorgio Ronconi, Petrarca e altri letterati alla corte carrarese (PDF), in Corso Padova Carrarese per volontari a tutela dei beni culturali, lezione del 24 maggio, Padova, Comune di Padova, 2010.

### Biografica
- Armando Tallone, Manfredingi, in Enciclopedia Italiana, Roma, Istituto dell'Enciclopedia Italiana, 1934.
- Dario Busolini, Carlo Guasco, in Dizionario biografico degli italiani, vol. 60, Roma, Istituto dell'Enciclopedia Italiana, 2003.

### Poetica, narrativa
- Giovanni Antonio Ranza, Poesie e memorie di donne letterate, 1769.
- Torquato Tasso, Gerusalemme liberata, Parigi, Agostino Delalain, Pietro Durand, Gio. Claudio Molini, 1771  [1575].
- Pietro Civalieri, Imelda Guasco. Episodio di Storia Alessandrina, manoscritto messo in stampa dal figlio, Annibale Civalieri, Torino, Tipografia Bona, 1903.

### Ricerche, studi, convegni, pubblicazioni
- Luigi Cesare Bollea, Massimo D’Azeglio. Il castello di Envie e gli amori di Luisa Blondel, in Il Risorgimento italiano, vol. 9, Milano, Fratelli Bocca Editori, 1916.
- Aldo di Ricaldone, Una familia piamontesa en servicio de España: Los Guasco, en Alexandria, in Hidakguia. La revista de genealogia, nobleza y armas, anno XXX, n. 174, Madrid, settembre-ottobre 1982.
- Maria Lucia De Nicolò, Gravezze straordinarie e tassa delle galere. I costi della difesa del litorale adriatico pontificio nel Cinquecento (PDF), in Proposte e ricerche. Economia e società nella storia dell'Italia centrale., vol. 43, n. 2, Bologna, Associazione Proposte e ricerche da EUM - Edizioni dell'Università di Macerata., 1999, ISSN 0392-1794 (WC · ACNP).
- Andrea Castagnetti, La titolarità del comitato di Verona per il conte Egelrico (955-961) e l’incipiente dinastizzazione dell’ufficio da un documento del Mille (PDF), in Studi storici Luigi Simeoni, n. 53, Verona, 2003.
- Alberto Luongo, Istituzioni comunali e forme di governo personale ad Alessandria nel XIII secolo (PDF), in Reti Medievali Rivista, vol. 12, n. 2, Firenze, Firenze University Press, 10 novembre 2011,  pp. 215-249, ISSN 1593-2214 (WC · ACNP).
- Paolo Rosso, La scuola nelle corti tardomedievali dell’Italia nord-occidentale: circolazione di maestri e di modelli., in Mélanges de l'Ecole française de Rome, Open Edition Journals, 26 febbraio 2015.
- Francesca Colombano e Sara De Grandis, Il castello e il ricetto di Envie: conoscenza e conservazione integrata tra architettura e territorio (PDF), Torino, Politecnico di Torino, 2019.
- Paola Foschi, Il governo di Bologna, su badigit.comune.bologna.it, Comune di Bologna.

### Quotidiani, periodici
- Tommaso da Alessandria, in La Voce Alessandrina, Alessandria, La V comunicazione, 15 giugno 2021.

### Risosrse in rete
- Palazzo Guasco, su provincia.alessandria.it, Provincia di Alessandria.
- Deputazione Subalpina di Storia Patria - Cenni storici, su deputazionesubalpina.it, Deputazione Subalpina di Storia Patria.
- Ignazio Thaon di Revel, su notes9.senato.it, Senato della Repubblica. URL consultato il 5 febbraio 2024 (archiviato dall'url originale il 10 giugno 2016).